# 沼田団太郎
沼田 団太郎（沼田 團太郎、ぬまた だんたろう、1870年5月30日（明治3年5月1日） - 1938年（昭和13年）1月19日）は、大日本帝国陸軍軍人。最終階級は陸軍少将。功四級。

## 経歴・人物
肥後国熊本藩（現・熊本県出身）。1893年（明治26年）陸軍士官学校第4期卒業。
1915年（大正4年）8月に鹿児島連隊区司令官、1917年（大正6年）8月に陸軍歩兵大佐を経て、1920年（大正9年）1月に歩兵第25連隊長に任官し、シベリア出兵に従軍。
その後、1921年（大正10年）7月に陸軍少将に昇進と同時に待命、同年11月に予備役に編入した。

## 栄典
- 1894年（明治27年）5月1日 - 正八位[4]